# Bruchomyia shannoni
Bruchomyia shannoni är en tvåvingeart som beskrevs av Alexander 1929. Bruchomyia shannoni ingår i släktet Bruchomyia och familjen fjärilsmyggor.
Artens utbredningsområde är Peru. Inga underarter finns listade i Catalogue of Life.